# Несение креста (картина Босха, Вена)
Название «Несение креста» нидерландский художник Иероним Босх дал как минимум двум своим картинам. Первое произведение на известную библейскую тему находится в Музее истории искусств в Вене, второе — в Музее изящных искусств в Генте. Кроме этих двух работ сохранилась боковая панель от несохранившегося триптиха с этим же названием, хранящаяся в Королевском дворце в Мадриде.

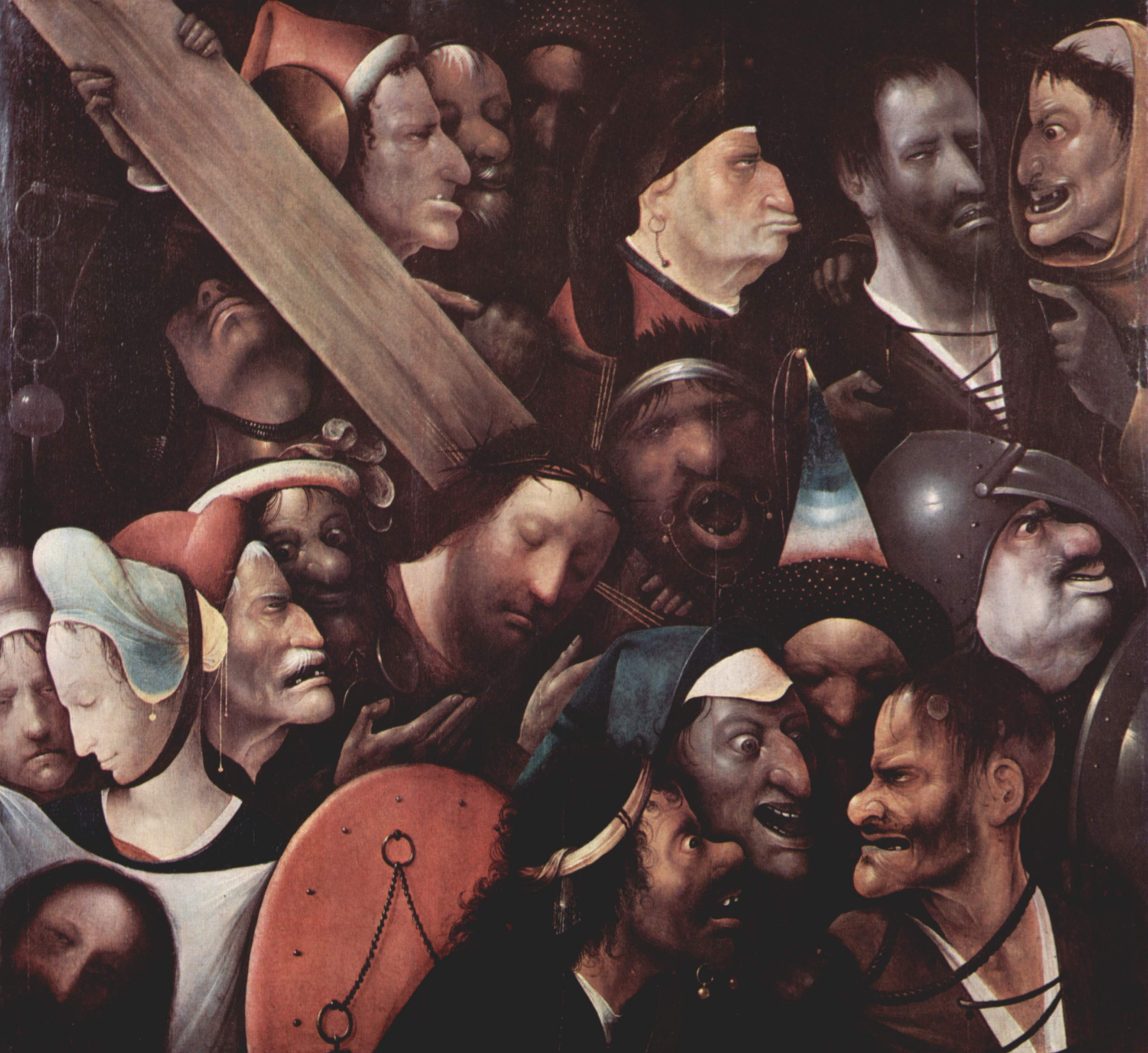
Несение креста. Музей изящных искусств. Гент
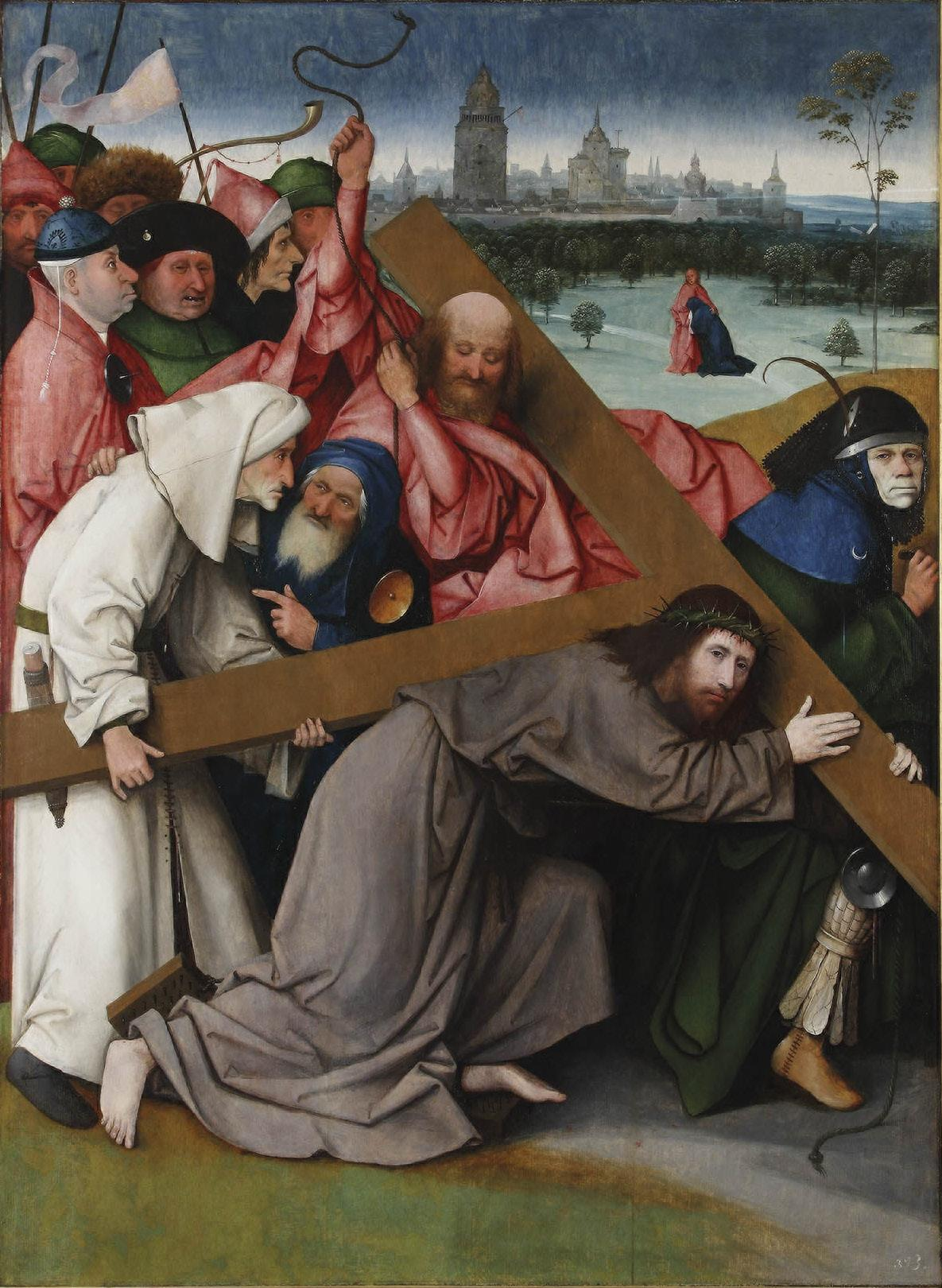
«Несение креста». Ок. 1505. Королевский дворец. Мадрид

## «Несение креста» из Вены

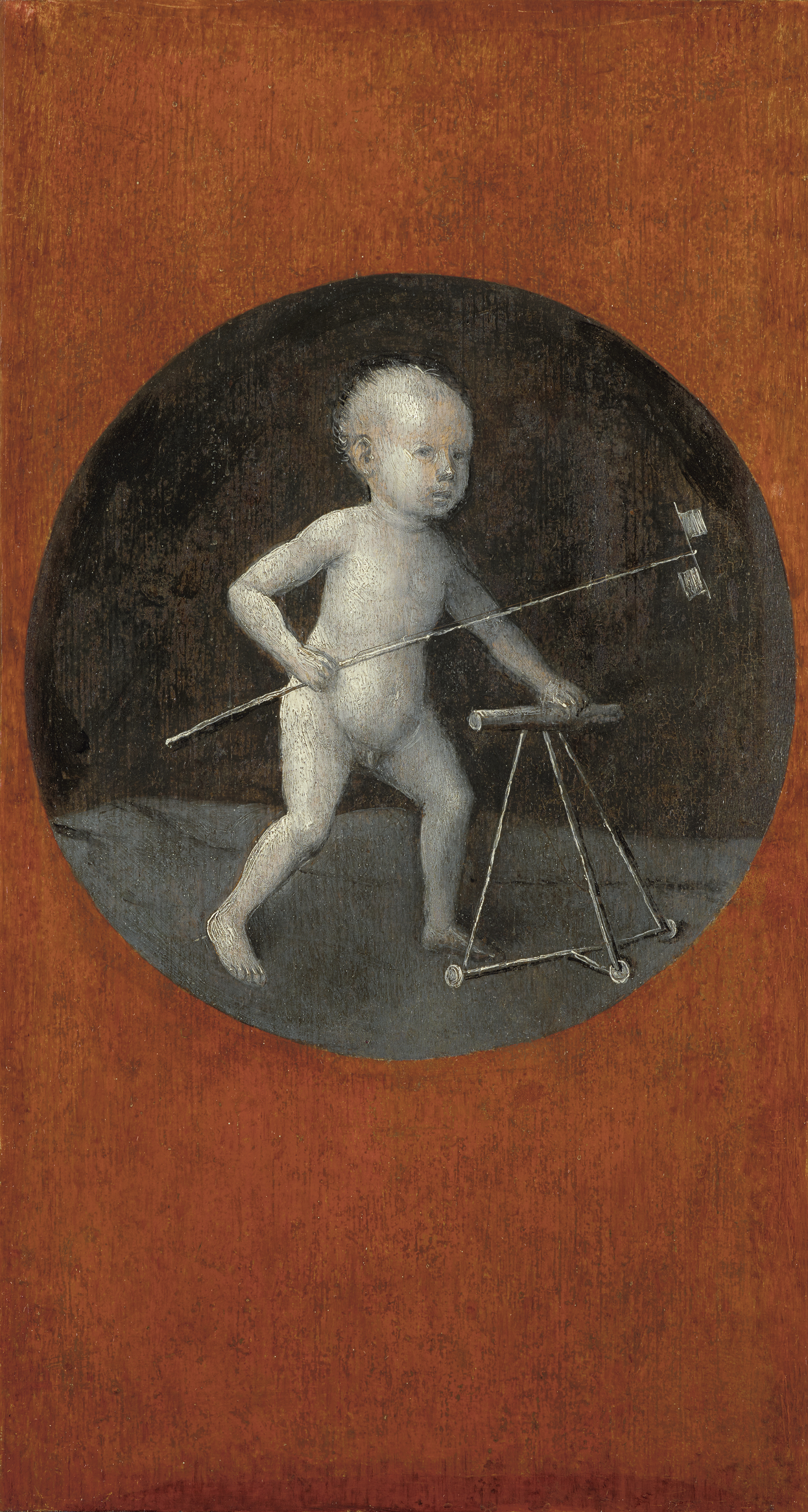
Христос-младенец с ходунками. Оборотная сторона створки «Несение креста». Диаметр ок. 28 см

Вероятно, картина была левой створкой небольшого триптиха на тему Страстей. Повёрнутая в профиль голова Христа чётко выделяется на фоне плотной толпы, состоящей из злорадных зевак и гримасничающих воинов. Физические страдания Иисуса усилены тем, что гвозди на деревянных колодках при каждом шаге впиваются в его ступни и щиколотки. Это орудие пытки вплоть до середины XVI в. часто появлялось на картинах нидерландских мастеров. Духу и стилю старинных миниатюр соответствуют высокая линия горизонта и отсутствие глубины на среднем плане.
Не прибегая к изображению монстров и диковинных тварей, художник, тем не менее, делает объектом изображения злобную, по-звериному возбуждённую толпу. Жаба на щите изобличает «войско Сатаны» — это символический намёк на всё злое, греховное. Две группы на переднем плане связаны с неуверовавшим разбойником (слева) и с исповедующимся перед монахом благоразумным разбойником (справа). Фигура монаха не смущает художника своим явным анахронизмом — ему важно призвать зрителя к покаянию, дарующему спасение души.
Фигура в красном на переднем плане слева предположительно является автопортретом Босха.
На обороте доски изображён Христос-ребёнок, играющий с вертушкой и приспособлением на колёсиках, которое держит младенца, когда он учится ходить.